# Метельский, Анатолий Владимирович
Анатолий Владимирович Метельский (22 августа 1950, городской поселок Уречье, Любанского района, Минская область) — советский и белорусский математик, доктор физико-математических наук (1998, Метод пространства состояний в теории управления системами функционально-дифференциальных уравнений).

## Биография
Окончил БГУ (1972). Работает в БНТУ. Научные работы по качественной теории оптимальных процессов. Доказал новые критерии финитности решений линейных автономных функционально-дифференциальных уравнений и с их помощью исследовал ряд задач теории управления.

## Деятельность
Ведет большую научную и методическую работу, является руководителем республиканских научных тем, выполняемых совместно с ГРГУ, автором многочисленных учебных пособий, имеет большое количество публикаций в таких журналах, как «Успехи математических наук», «Дифференциальные уравнения», «Автоматика и телемеханика», «Известия РАН. Теория и системы уравнений».